# Colectivo Socialista de Pacientes
El Colectivo Socialista de Pacientes (en alemán Sozialistisches Patientenkollektiv, y conocido por sus siglas SPK) fue una organización izquierdista de pacientes psiquiátricos de la Policlínica de la Universidad de Heidelberg, fundada por Wolfgang Huber y activa entre 1970 e 1971. Combatía la medicina y a los médicos como enemigos de clase, veía el capitalismo como la causa de las enfermedades físicas y mentales y usaba la enfermedad como arma contra la sociedad capitalista.
Después de la autodisolución en 1972, el SPK fue continuado como Patientenfront ("Frente de Pacientes"), proclamado en 1973 por Huber en la celda de confinamiento solitario en la prisión de Stammheim. El Frente de Pacientes se ha mantenido activo desde entonces y Huber ha confiado todos los asuntos jurídicos respecto del SPK a la abogada Ingeborg Muhler, que había sido una miembro activa del SPK desde 1970/71.

## Historia

### Orígenes

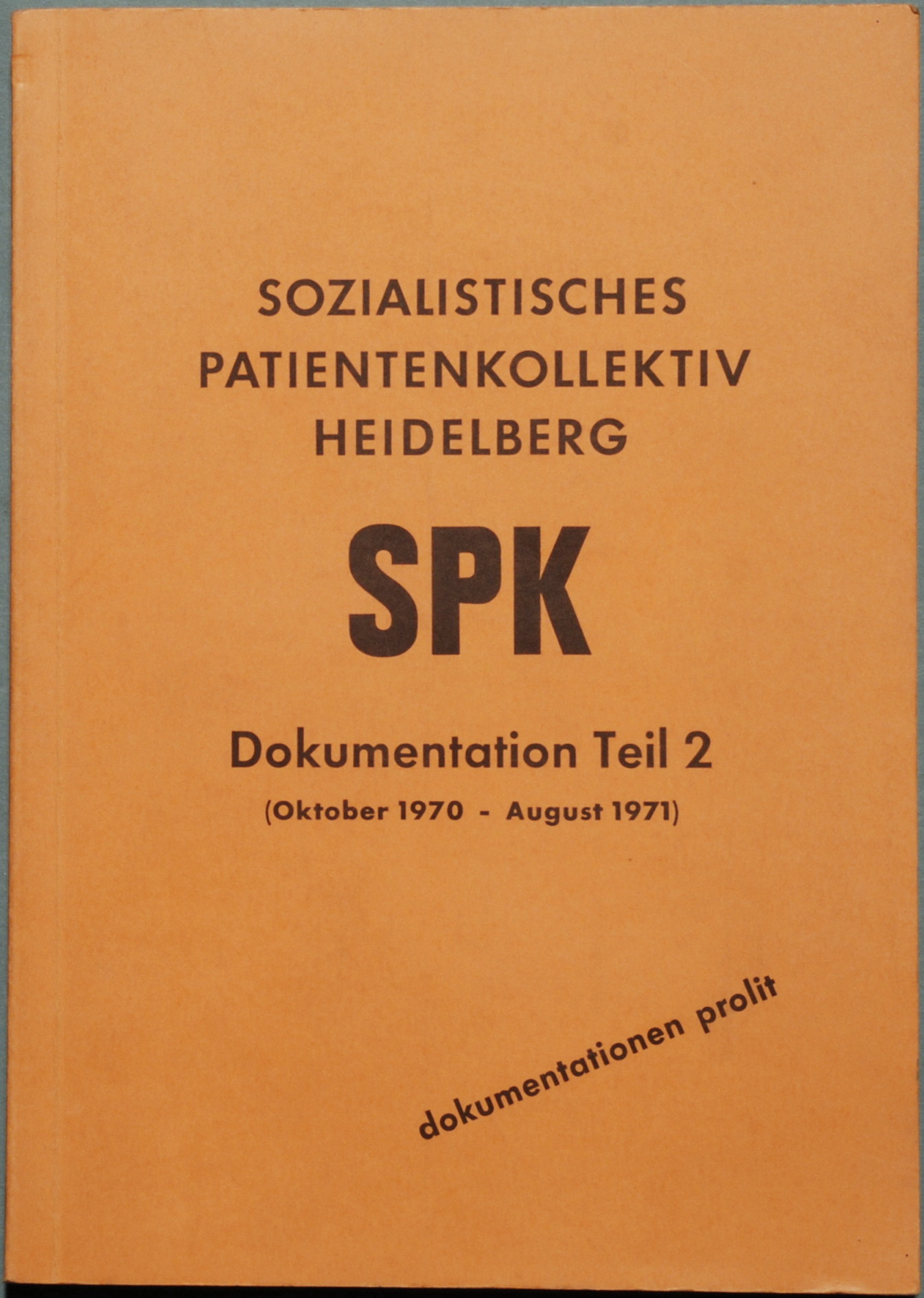
Documentación impresa del SPK.

El grupo fue oficialmente fundado en la Universidad de Heidelberg el 2 de marzo de 1970 por el doctor Wolfgang Huber, su mujer Ursula y cerca de 40 expacientes de la Clínica Psiquiátrica de Heidelberg, declarando en el folleto SPK n.º 1 lo siguiente:

El sistema nos ha enfermado. Vamos a dar el golpe de muerte al sistema enfermo.

El SPK empezó cuando el doctor Huber fue reprendido por la dirección de la Universidad por negarse a colaborar con el resto del Departamento de Psiquiatría. Esto conllevó una protesta masiva del grupo de terapia de los pacientes de Huber quienes tomaron los espacios de la Administración de la Universidad e iniciaron una huelga de hambre. Mientras esta transcurría, Huber advirtió al Director que algunos de los pacientes querían suicidarse. El Director reinstaló a Huber, le dio paga completa de su sueldo de la suspensión y le asignó cuatro salas para los pacientes durante un año completo.[cita requerida]

### Desarrollo
Los siguientes "Círculos de trabajo" del SPK empezaron charlas públicas sobre marxismo, sexualidad, educación y religión. Como parte de una campaña de desinformación creada por el gobierno encaminada a socavar el apoyo de los sectores de la sociedad, especialmente los jóvenes, las actividades de la RAF (Rote Armee Fraktion) —nombre oficial del grupo Baader-Meinhof—, el SPK fue acusado de realizar grupos de trabajo con explosivos, transmisiones de radio (para intervenir las transmisiones de la policía), fotografía (para compilar las fotos de personal, de las instalaciones y procedimientos de Heidelberg), judo y karate, utilizando los "Círculos de trabajo" como cobertura de sus actividades reales.

A mediados de febrero de 1971, los miembros del SPK Siegfried Hausner y Carmen Roll intentaron atentar en la estación de Heidelberg contra el presidente de la República Federal de Alemania, pero para cuando Roll llegó a la estación con la bomba, el tren que transportaba al presidente ya había partido.

Esta "Segunda generación" de la RAF, constituida por los miembros del Colectivo: Gerhard Müller, Elisabeth von Dyck, Knut Folkerts, Ralf Baptist Friedrich, Siegfried Hausner, Sieglinde Hofmann, Klaus Jünschke, Bernhard Rössner, Carmen Roll, Margrit Schiller, Lutz Taufer y Brigitte Mohnhaupt quien llegó a ser la máxima líder de la organización (RAF) en esta etapa del "Otoño Alemán" hasta su detención. Simultáneamente, siguieron pensando que eran miembros del Colectivo de Pacientes, recibiendo plena terapia.[cita requerida]

### Fin de la organización
El 24 de junio de 1971, Alfred Mährländer, del SPK, junto con Ralf Reinders, del Movimiento 2 de junio, fueron interceptados por la Policía en Wiesental, cerca del hogar del Dr. Huber. Ellos se resistieron y atacaron a los policías desde el vehículo, hiriendo en el brazo a uno de los funcionarios.
El Gobierno Federal desató una fuerte represión policial contra el Colectivo realizando allanamientos masivos a todos los miembros del SPK identificados, deteniendo incluso al Dr. Huber y a su esposa.[cita requerida] Muchos de los militantes que quedaron se incorporaron a la Fracción del Ejército Rojo. En el folleto # 51, con fecha del 12 de julio de 1971, todas las siglas SPK fueron tachadas y sustituidas por las siglas RAF. El 22 de julio del mismo año, el SPK anunció su disolución formal, tomó el nuevo nombre de IZRU (Information Zentrum Rote Volks-Universität, Centro Informativo de la Universidad Roja Popular) y pidió colaboraciones en sucesivos anuncios. En un panfleto posterior, el IZRU anunció que estaba sosteniendo la creación de células guerrilleras.

## Páginas relacionadas
- Estado de malestar: El Colectivo Socialista de Pacientes es referenciado en el ensayo audiovisual Estado de malestar (2019), dirigido por María Ruido, como uno de los antecedentes históricos de las luchas por la politización del sufrimiento psíquico. La película retoma sus postulados para reflexionar sobre la medicalización del malestar y las formas colectivas de resistencia en el contexto del capitalismo tardío.
- Orgullo Loco